# Anamixilla
Anamixilla is een geslacht van sponsdieren uit de klasse van de Calcarea (kalksponzen).

## Soorten
- Anamixilla singaporensis Van Soest & De Voogd, 2015
- Anamixilla torresi Poléjaeff, 1883